# 夏颖
夏颖（1983年4月18日—），中国重庆合川人，上海天娱传媒有限公司旗下艺人。曾参加2005年超级女声获得郑州唱区第4名。现在在湖南卫视多个节目中担任主持。

## 履历
夏颖毕业于四川师范大学影视表演学院，曾参与多个选秀比赛，获得一定成绩。
- 1999年重庆明日之星影视新人大赛获明日之星奖
- 2000年成都嘉禾应是新人选拔赛获十佳新人
- 2002年成都世界杯足球宝贝选拔获季军
- 2003年参加时尚杂志《昕薇》的冠名选拔赛，获得“昕薇公主”称号
- 2005年超级女声郑州唱区第四名

在超级女声比赛结束之后，她获得天娱传媒有限公司安排到湖南卫视的超级家族节目当主持人并获得成功。至今她还是该节目主持。同时，2005年8月推出了单曲《白羊纪》，从而成为一名歌手。在表演方面，2005年10月湖南卫视以超级女声参赛者的故事为题材制作了一部偶像剧，主要由2005年有一定人气的参赛者出演。夏颖也在其中担任重要角色。

## 超级女声的争议事件
2005年6月10日进行的超级女声郑州唱区五进三的比赛中，夏颖因为投票率低被选中和选手宋琳进行PK赛（见超级女声），结果被淘汰。由于夏颖的网上人气其实相当高，因此很多人都对此结果有怀疑。而最终郑州唱区在决赛日公布的选票数目大得异乎寻常（三甲中最低的宋琳比其他赛区票数最高，公认人气最高的李宇春的分区决赛得票还要高出一倍多），从而加深了这种怀疑。